# Jesper Nielsen (fodbolddommer)
 For alternative betydninger, se Jesper Nielsen. (Se også artikler, som begynder med Jesper Nielsen)
Jesper Nielsen (født 21. oktober 1982) er en dansk fodbolddommer, der siden 2013 har dømt kampe i den danske 1. division.